# زیبابال
زیبابال (نام علمی: Calopteryx) سرده‌ای از تیره سنجاقک‌های پهن‌بال هستند.